# ميلان راستيسلاف ستيفانيك
ميلان راستيسلاف ستيفانيك (بالفرنسية: Milan Rastislav Štefánik)‏ (و. 1880 – 1919 م) هو سياسي، وعالم فلك، ومصور، وعسكري من تشيكوسلوفاكيا . ويحمل رتبة عسكرية فريق أول .
توفي عن عمر يناهز 39 عاماً.

## جوائز
حصل على جوائز منها:
- نيشان جوقة الشرف من رتبة ضابط
- صليب الحرب 1914-1918 (فرنسا)
- جائزة بيير جانسين.

## روابط خارجية
- ميلان راستيسلاف ستيفانيك على موقع الموسوعة البريطانية (الإنجليزية)